# (2285) Ron Helin
(2285) Ron Helin (1976 QB) ist ein Asteroid des inneren Hauptgürtels, der am 27. August 1976 vom US-amerikanischen Astronomen Schelte John Bus am Palomar-Observatorium nordöstlich von San Diego (IAU-Code 675) entdeckt wurde.

## Benennung
(2285) Ron Helin wurde nach Ronald P. Helin, dem Mann der US-amerikanischen Astronomin Eleanor Helin, benannt. Sein Engagement war unerlässlich für den Erfolg des Planet-Crossing Asteroid Survey.